# Scorpaenodes insularis
Scorpaenodes insularis är en fiskart som beskrevs av Eschmeyer, 1971. Scorpaenodes insularis ingår i släktet Scorpaenodes och familjen Scorpaenidae. Inga underarter finns listade i Catalogue of Life.